# Торкіторіо (юдик Галлури)
Торкіторіо I (італ. Torchitorio I; д/н — бл. 1112) — юдик (володар) Галлурського юдикату у 1080—1112 роках.

## Життєпис
Походив з роду Зорі, що був доволі розгалуженим і впливовим на Сардинії. Можливо був шваргом чи іншим родичем Костянтина I, юдика Галлури. Обставини приходу Торкіторіо до влади в Галлурі достеменно невідомі. Напевне йому допомогли Маріано I або Костянтин I, юдики Торресу, оскільки дружина першого і мати другого походила з роду Зорі. Сам Торкіторіо одружився з небогою Костянтина I Торреського.
Після зміцнення влади продовжив політику попередників, спрямовану на збереження союзу з Пізанською республікою і Папським престолом. У внутрішній політиці сприяв розвитку господарства та освіти, для чого запрошував бенедиктинських, камальдульських, валломброзіанських ченців. Особливо тісними стали стосунки з монастирями Монте-Кассіно в Італії та Сен-Віктора в Марселі. З останнього у 1089 році прибула чимала група ченців, яким було подаровано чотири церкви.
Юдик розбудовував колишнє давньоримське місто Ольбію, що отримала назву Чівіта. тут за наказом Торкіторіо було зведено собор Св. Сімпліція.
У 1092 році вступив у конфлікт з папою римським Урбаном II через визнання папою Климента III і підтримку імператора Генріха IV. Дагоберт, архієпископ пізанський, зібрав собор у Торресі, який відлучив Торкіторіо I від церкви, а на Галлурський юдикат наклав інтердикт.
Помер у 1113 році. Трон успадкував син Сальтаро.

## Родина
Дружина — Падулеса, донька Маріано I, юдика Торресу.
Діти:
- Сальтаро (д/н — до 1116), юдик Галлури
- донька, дружина Костянтина Спану